# Die Waldtaube
Die Waldtaube (Holoubek) op. 110 ist eine sinfonische Dichtung des böhmischen Komponisten Antonín Dvořák.

## Entstehung
Die Waldtaube entstand im Jahr 1896, nachdem Dvořák von seiner Dozententätigkeit an der US-amerikanischen National Conservatory of Music in seine Heimat zurückgekehrt war. Dvořák komponierte einen Zyklus von sinfonischen Dichtungen, zu denen Der Wassermann (op. 107), Die Mittagshexe (op. 108), Das goldene Spinnrad (op. 109) und schließlich Die Waldtaube gehören. Dvořák vertonte in diesem Zyklus Stoffe aus der Balladensammlung »Kytice« (Blumenstrauß) des tschechischen Dichters Karel Jaromír Erben.
Die in zeitlicher Nähe (1897) entstandene Tondichtung Heldenlied steht außerhalb des Zyklus; ihr liegt ein von Dvořák selbst entwickeltes Programm zugrunde.

## Zur Musik

### Besetzung
Piccolo/Querflöte 1, Querflöte 2, 2 Oboen, Englisch-Horn, 2 Klarinetten (B), Bassklarinette (B), 2 Fagotte – 4 Hörner (F), 3 Trompeten (F, C, E, Es), 3 Posaunen, Tuba – Pauken, Triangel, Gr. Trommel, Kl. Trommel, Becken – Harfe – Streicher

### Inhalt
Die Waldtaube gliedert sich in fünf Abschnitte, zu denen Dvořák szenische Anmerkungen in die Partitur schrieb:
Der erste Abschnitt (Marcia funebre) schildert den Trauerzug einer jungen Witwe hinter dem Sarg ihres verstorbenen Mannes, doch ist ihre Trauer um den von ihr vergifteten Gatten nicht echt. im zweiten Abschnitt (Allegro - Andante) begegnet sie einem jungen Mann, den sie im dritten Abschnitt (Molto vivace, Böhmische Hochzeitsmusik) heiratet. Nachdem die Frau im vierten Abschnitt (Andante) am Grab ihres verstorbenen Mannes vom anklagenden Gurren einer Waldtaube verfolgt wird und den Freitod in den Wellen sucht, folgt – anders als in Erbens Vorlage – im abschließenden fünften Abschnitt des Werkes (Andante) ein versöhnlicher Abschluss in der Solovioline.
Das Trauermarsch-Thema vom Anfang des Stückes findet sich in allen Abschnitten der Waldtaube wieder. Leoš Janáček ließ sich in Werken wie der Oper „Jenůfa“ und der Rhapsodie „Taras Bulba“ u. a. von der Variations- und der Instrumentationstechnik der Waldtaube beeinflussen.

## Wirkung
Leoš Janáček dirigierte die Uraufführung der Waldtaube in Brünn. Dessen Zuspruch für das Werk wurde von Gustav Mahler geteilt, der es 1899 in Wien zur Erstaufführung brachte.
Doch fanden sich auch kritische Stimmen. Der von der Waldtaube abgeschlossene Zyklus der sinfonischen Dichtungen ließ das Publikum fürchten, Dvořák würde zum Stil der Neudeutschen Schule wechseln. „Musikkritikerpapst“ Eduard Hanslick störte sich an den Grausamkeiten in den Handlungen der für den Zyklus gewählten Vorlagen: „Wie man einen so gräßlichen, jedes feinere Gefühl empörenden Stoff zu musikalischer Darstellung sich wählen konnte, ist mir nicht recht begreiflich“.

## Belege
- Christoph Hahn, Siegmar Hohl (Hg.), Bertelsmann Konzertführer, Bertelsmann Lexikon Verlag, Gütersloh/München 1993, ISBN 3-570-10519-9
- Harenberg Konzertführer, Harenberg Kommunikation, Dortmund, 1998, ISBN 3-611-00535-5